# 圆形监狱

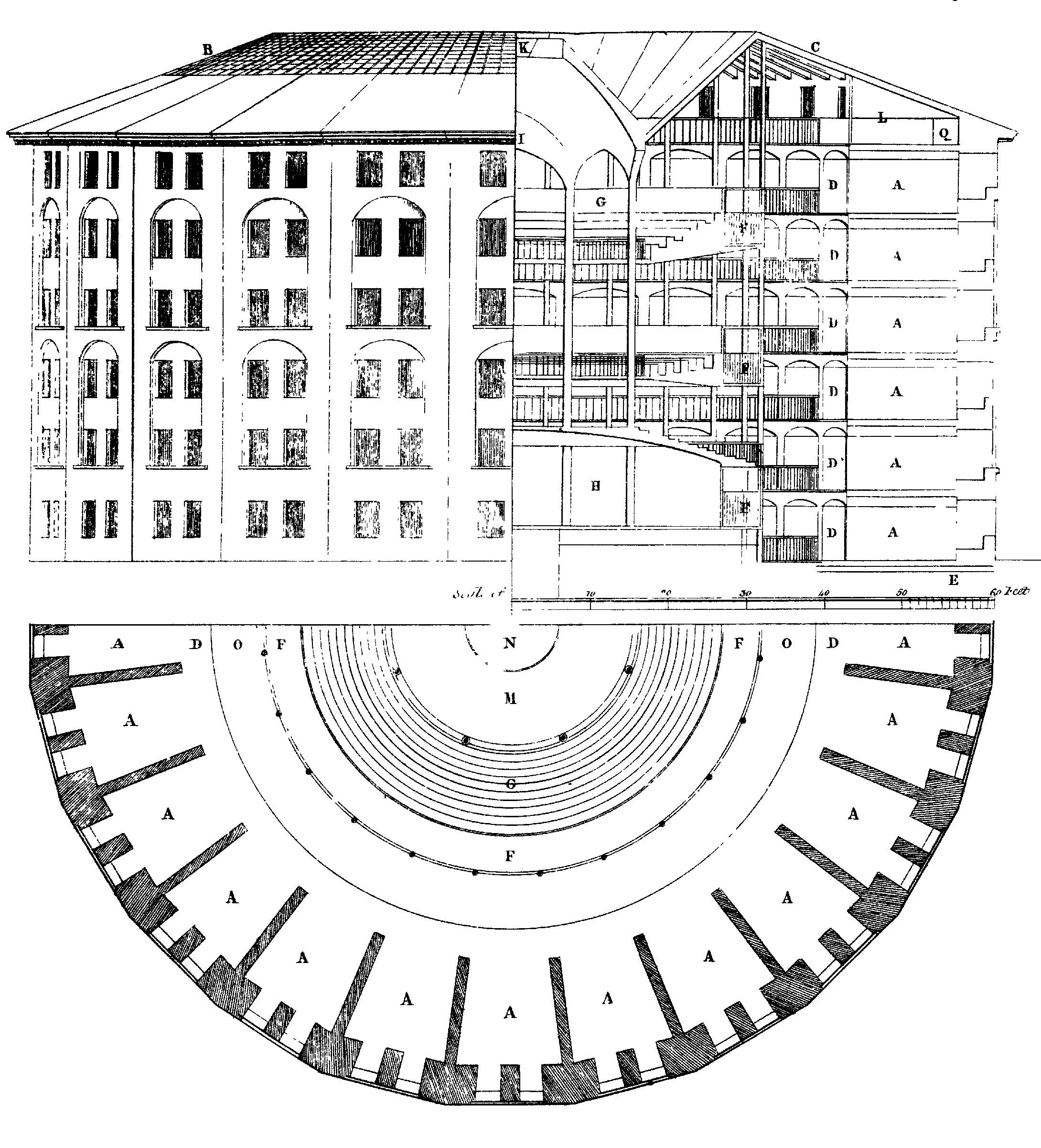
杰里米·边沁所提出的圓形監獄藍圖，1791年

圆形监狱（英語：panopticon），又称环形监狱、全景监狱，是监狱等公共设施的一种建筑模型以及一种管控体系，由英国哲学家杰里米·边沁于1785年提出。该词汇源于希腊语“panoptes”，意思是全知（all seeing）。
该建筑由一个圆形大厅组成，中央设有百叶窗检查室。这种设计的好處是只需一名警卫便能够监视楼内的所有入住者（如囚犯、住院病人、被收容者等），而入住者则不知道自己是否正受到监视。尽管单一警卫不可能在同一时刻观察所有囚犯的单间，但因囚犯不知何时会受到检查，只好假设自己每时每刻都被监视，令他们在有效外力之下强迫自己遵守规矩。
其中一種設計如右圖所示：四周的環形建筑分隔成一間間房間，房間的一端面向外界以便採光，另一端面向中間一座用于監視的高塔，這樣這座高塔中的監視人員可以時刻監視到任何一间囚室，而囚室中的犯人無法看到監視人員，會疑心自己時刻受到監視，惶惶不可終日。
杰里米·边沁描述它为︰
|               | 一种新的監視形式，其力量之大是前所未見的。 |
| ——杰里米·边沁 |                                            |

## 概念来源

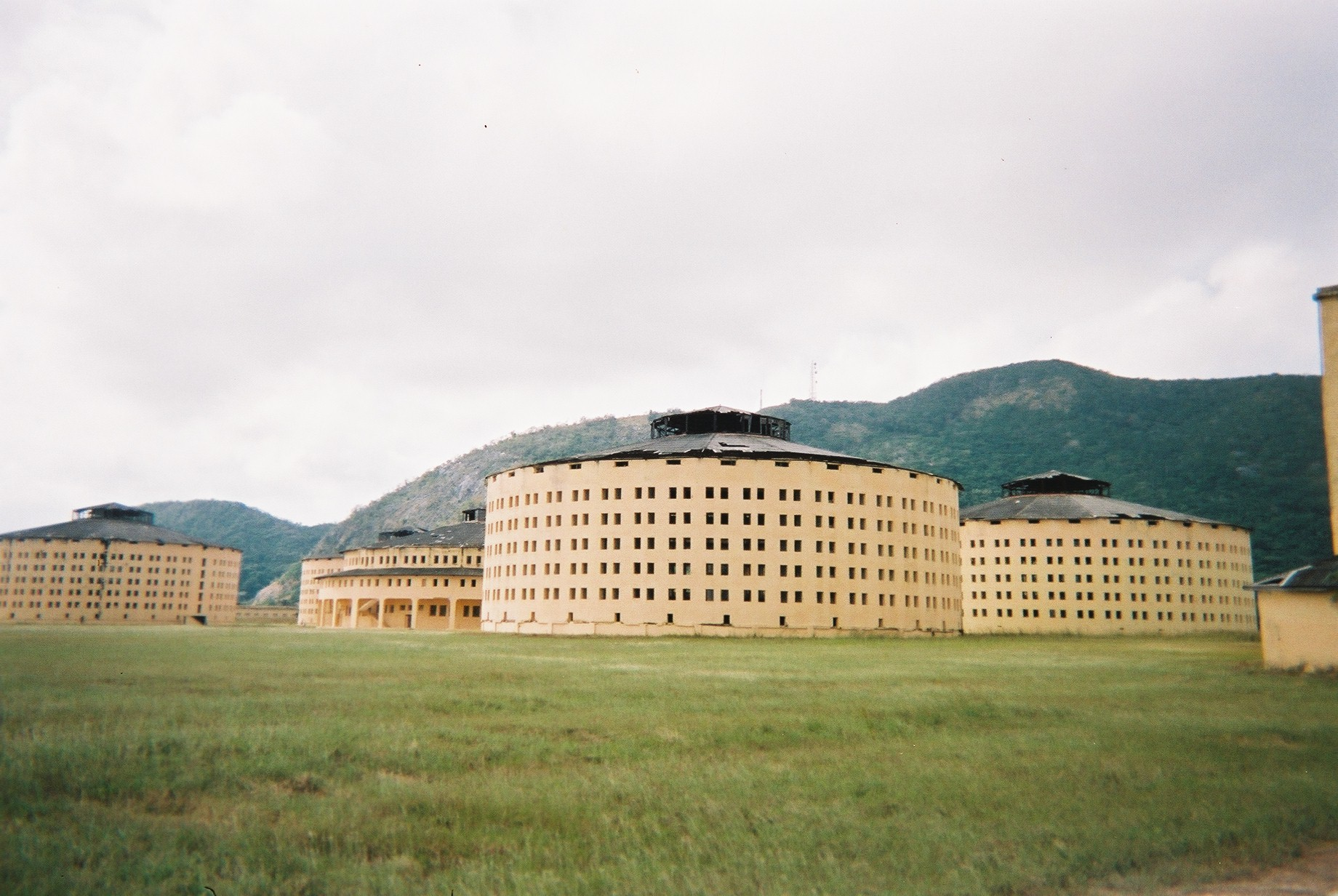
在古巴青年岛特区新赫罗纳的圆形监狱

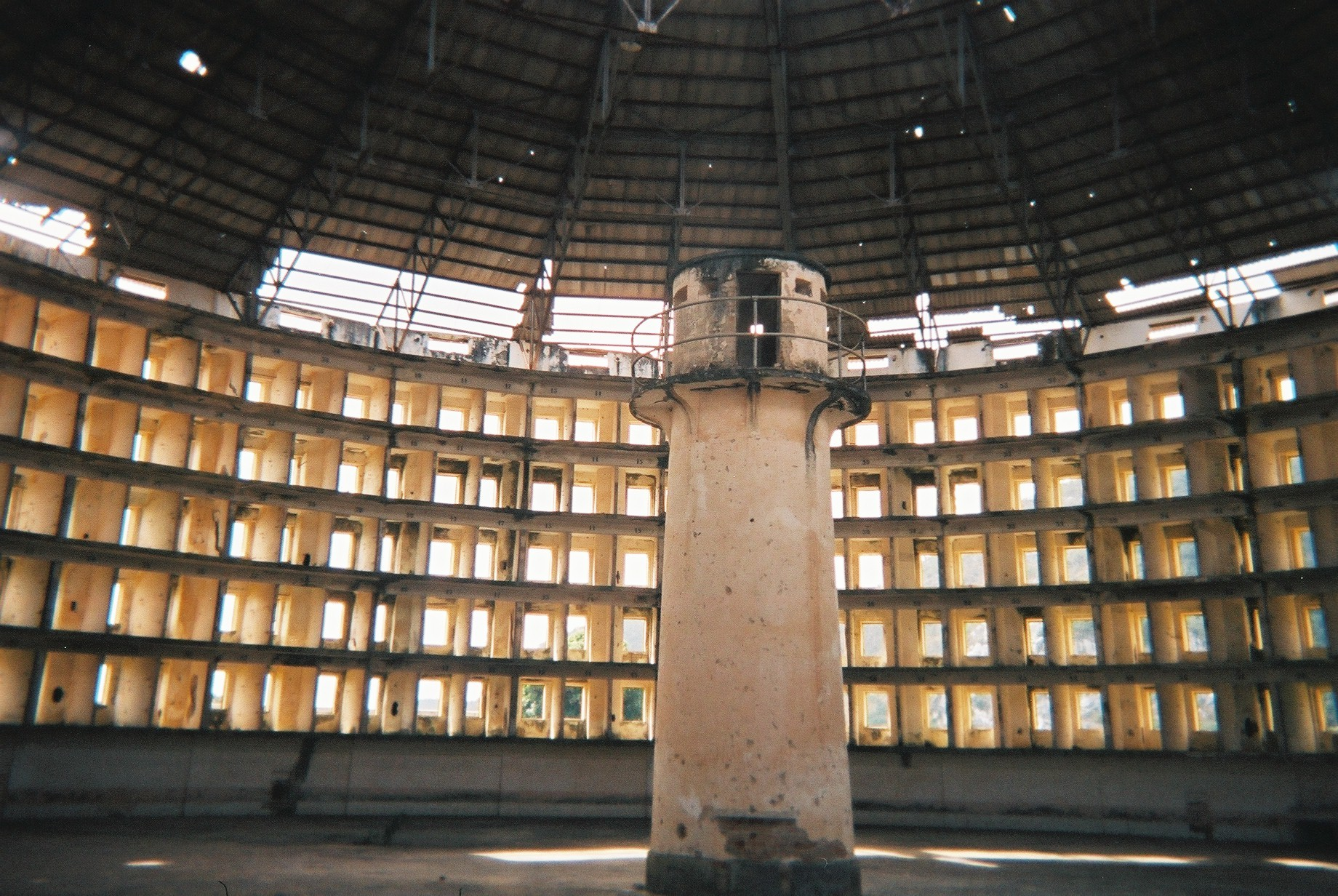
新赫罗纳监狱的内部

基于費用考量，監獄管理者总想事情越少越好。因只需少量管理人员，作為最便宜的监狱，圆形监狱應運而生。边沁的靈感取自巴黎的一所军事学校，其建築物被设计为易于管理學生。边沁的弟弟塞缪尔（Samuel）想出設計原型，意在解決人事間的复杂关系。边沁再加入一些挑激人際互信的技術安排。一个委员会要求边沁参与改良刑法時，他说：“若讓我建立这样的监狱，你們会看到它不需要花钱，不必使用国家一分钱”。
边沁在生前从未见过实体的圆形监狱建筑。尽管他曾与小威廉皮特达成协议建设国家圆形监狱，该计划最终并未执行。在他死后，诸多监狱的设计被他的理念影响，如1974年的爱丁堡拘留所，1880年的意大利圣维特亚监狱，美国斯泰特维尔惩教中心。此外，瑞士，荷兰，俄罗斯，西班牙，澳大利亚等国家也都有收边沁的圆形监狱影响的看守所。在1920年代中，在独裁者格拉多·马查多的领导下，古巴的青年岛上建造了最接近圆形建筑概念的监狱，即因腐败和残忍而臭名昭著的新赫罗纳监狱（Presidio Modelo，意为模范监狱）。该监狱现已废弃，该场所成为博物馆和国家纪念碑。

## 福柯的比喻

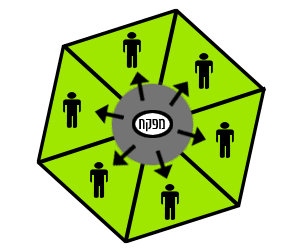
监视方法

1975年，福柯把圆形监狱作为现代纪律社会的隐喻，并深化出“泛视主义”（也翻译为“全景敞视主义”）。纪律社会是在18世纪出现的，纪律是确保人类复杂性秩序的技术，其最终目的是在系统中保持顺从性和实用性。纪律已经取代了前现代的国王社会，圆形监狱不应被理解为建筑物，而应被理解为一种权力机制和政治技术。随着公共处决的消失，在理性统治的社会中，作为惩罚的痛苦已逐渐消除。1970年代的现代监狱及其矫正技术植根于不断变化的国家法律权力。在体罚的接受程度下降的同时，国家获得了实施更细微的惩罚方法的权利，例如观察法。
福柯将现代权力比喻为一种制造精美的圆形监狱，这种圆形结构的建筑把人的监视推到最高，但把管理的力气降到最低。它的特点是：
1. 注视，即房间中的每个人都被看见，他们却看不见监视他们的人。每个人都能看见每个人，相互注视，他们体验到自己永远是被监视的对象。因为永远被人看着，所以能够使人有纪律，永远服从。
2. 自我压制，即人在这样的监视和压制下却扮演着积极的角色，压制自己、依照组织的规则，塑造自己的生活。人若是永远不知道何时有人在检查自己，就唯有假设自己是永久地被监视对象才会感到安全，他们会永远警戒自己的行为，随时依据组织设定的标准，评估自己的行为和姿态，成了自己的警卫。
3. 积极的权力，积极的权力是指它构成或塑造了人的生活。一般的权力概念都认为权力在运作及效应上是压制人的，主要体现剥夺、限制、否定等负面力量。圆形监狱提供了一种机制，其中每个人既是权力的主体又是权力的工具。

## 其他应用
尽管边沁的圆形监狱结构在现实的建筑中已经很少出现，其“泛视主义”的理念仍在很多游戏作品中出现。
- 圆形监狱混乱（英語：Panopticon Pandemonium: bringing to life Bentham's unrealised prison）：2016年由伦敦大学学院学生根据边沁作品创建的线上游戏[7]
- 史丹利的寓言（英語：The Stanley Parable）：2013年推出的游戏，在玩家和游戏的关系的设计上运用了泛视主义[8]